# Луза (Слободской район)
Луза — деревня в Слободском районе Кировской области в составе Ленинского сельского поселения.

## География
Находится на расстоянии примерно 5 км на запад-юго-запад по прямой от поселка Вахруши.

## История
Известна с 1671 года как деревня Глебовская с 1 двором. В 1746 в ней отмечен 51 житель. В 1873 году в деревне (уже Хлебовская или Луза)  26 дворов и 152  жителей (имелась почтовая станция), в 1905 20 и 100, в 1926 31 и 154 (все русские), в 1950 37 и 132. В 1989 постоянных жителей уже не было учтено. Настоящее название закрепилось с 1950 года. 

## Население
Постоянное население  составляло 49 человек (цыгане 82%) в 2002 году, 76 в 2010.